# والتر جود (سياسي)
والتر جود (بالإنجليزية: Walter Judd)‏ هو أمين سر وسياسي أمريكي، ولد في 25 سبتمبر 1898 في ريسينغ سيتي في الولايات المتحدة، وتوفي في 13 فبراير 1994 في الولايات المتحدة. حزبياً، نشط في الحزب الجمهوري. وقد انتخب عضو مجلس النواب الأمريكي.